# Ernest Edgcumbe
Ernest Augustus Edgcumbe, 3e comte de Mount Edgcumbe (23 mars 1797 - 3 septembre 1861) est un homme politique et pair britannique.

## Biographie
Il est le deuxième mais l'aîné des fils survivants de Richard Edgcumbe, 2e comte de Mount Edgcumbe, et de Sophia Hobart, fille de John Hobart, 2e comte de Buckinghamshire. 
Il est titré vicomte Valletort entre 1818 et 1839.
Il est élu au Parlement pour Fowey en 1819 (succédant à son frère aîné décédé, William Edgcumbe, vicomte de Valletort), siège qu'il occupe jusqu'en 1826. puis représente Lostwithiel jusqu'en 1830. En 1837, il succède à son père au comté et entre à la Chambre des lords.

## Famille
Il épouse, le 6 décembre 1831, Caroline Augusta Feilding (1808-1881), fille de Charles Feilding et d'Elizabeth Fox-Strangways. Ils ont trois enfants.
- William Edgcumbe, 4e comte de Mount Edgcumbe (5 novembre 1833 - 25 septembre 1917) épouse en premières noces Katherine Elizabeth Hamilton (9 janvier 1840 - 3 septembre 1874) (dont descendance), puis épouse en secondes noces Caroline Cecilia Edgcumbe (1839 - 23 septembre 1909) (sans descendance) ;
- Caroline Anne Edgcumbe (23 octobre 1838 - 14 septembre 1915), célibataire, sans enfants ;
- Ernestine Emma Horatia Edgcumbe (1843 - 20 mai 1925), célibataire, sans enfants.